# Александрова кузиманзе
Александровата кузиманзе още заирска кузиманзе (Crossarchus alexandri) е вид бозайник от семейство Мангустови (Herpestidae).

## Разпространение
Видът е разпространен в Демократична република Конго и Уганда.